# Gymnázium Uničov
Gymnázium Uničov je všeobecné gymnázium poskytující osmileté a čtyřleté vzdělávací programy zakončené maturitní zkouškou.

## Historie
Uničovské reálné gymnázium bylo zřízeno ministerským výnosem v říjnu 1870 a stalo se tak jednou z prvních škol tohoto typu na území Moravy. Jejím prvním ředitelem se stal Johann Dassenbacher, avšak již v roce 1875 se vedení školy ujal František Otakar Novotný. Tento klasický filolog předtím působil na gymnáziu v Praze na Malé Straně, poté v Sučavě na Bukovině, odkud se vrátil do Prahy, načež roku 1875 požádal o ředitelský post v Uničově. Za Novotného direktoriátu škola rychle vzkvétala, jeho zásluhou byla pro gymnázium vystavěna nová budova v sousedství uničovského kostela, do níž se gymnázium přestěhovalo roku 1880. 

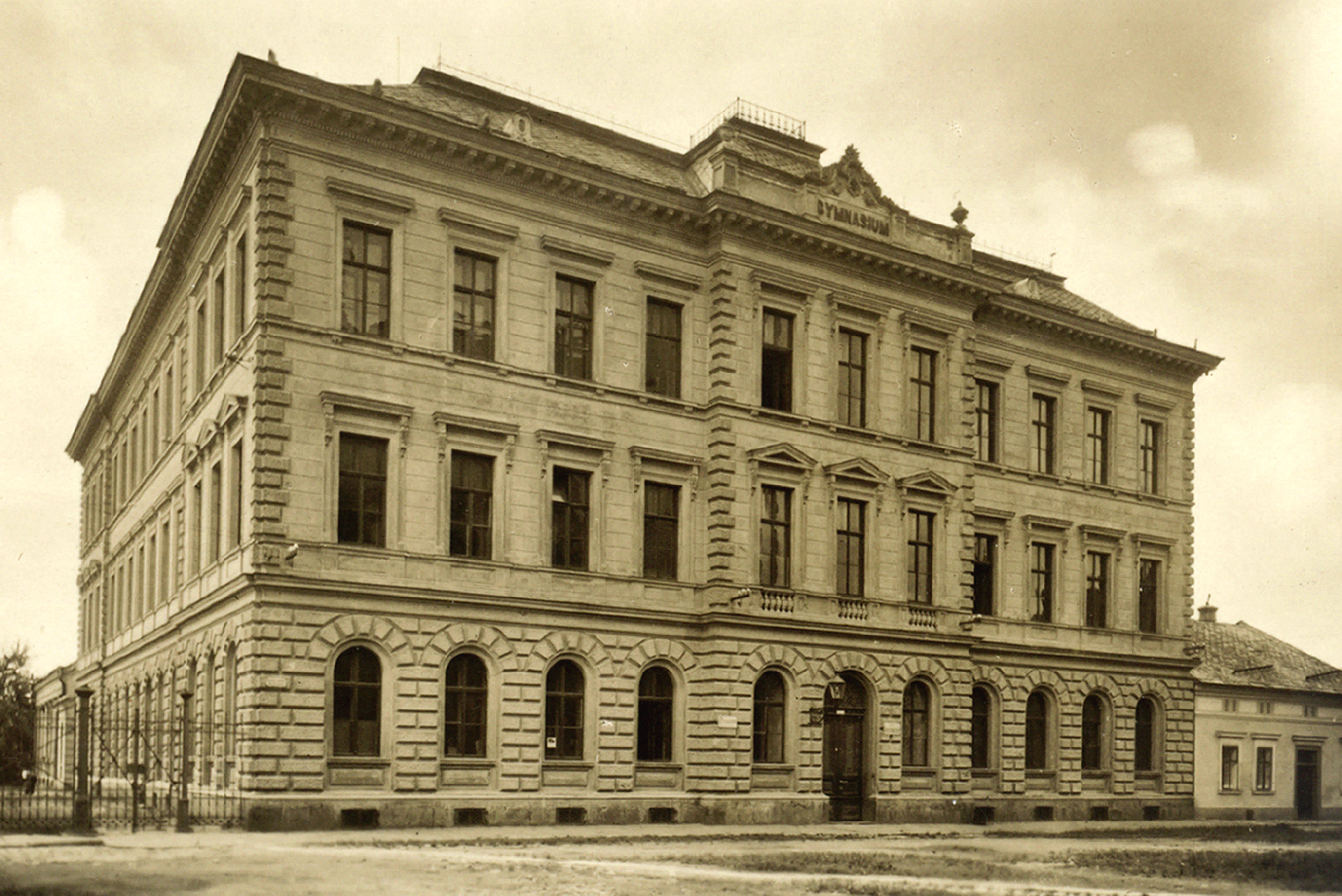
Německé reálné gymnázium bylo založeno v Uničově roku 1870, v této budově na dnešním Kostelním náměstí škola sídlila od roku 1880.

Až do roku 1894 byla škola tvořena pouze nižším gymnáziem, takže následující čtyři ročníky studia i závěrečnou maturitní zkoušku museli do té doby zdejší studenti absolvovat jinde. Po rozšíření o vyšší stupeň proběhly v Uničově první maturity v roce 1898. Škola tehdy nesla název Zemské nižší a komunální vyšší gymnázium v Uničově; to znamenalo, že zřizovatelem nižšího stupně byla Moravská země, zatímco vyšší stupeň náležel do správy obce. Od prosince 1908 převzal celé gymnázium do své správy stát.

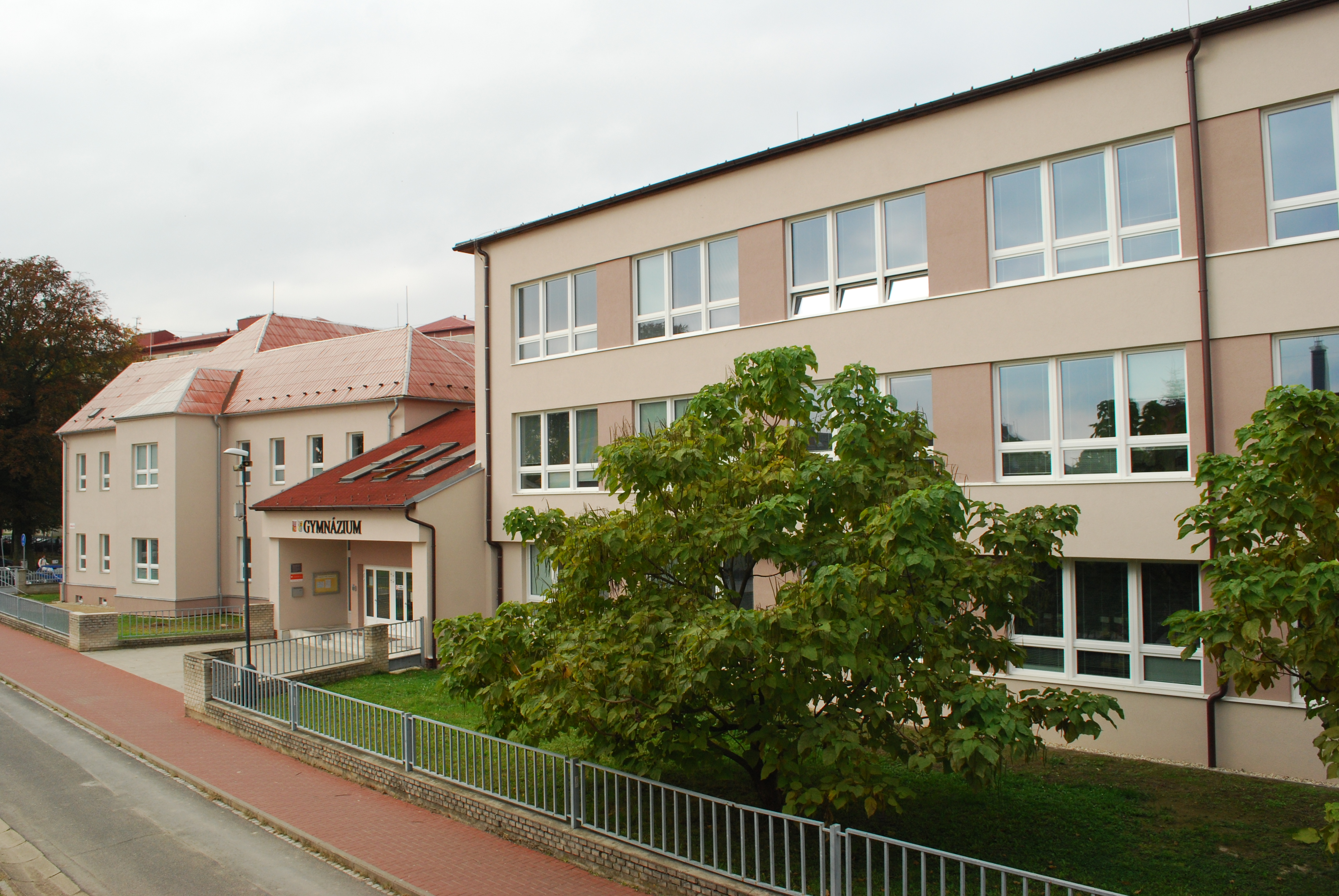
Gymnázium Uničov po rekonstrukci (2014)

Studenti a absolventi školy vytvořili feriální (prázdninový) spolek Marsignia, který udržoval vzájemné vazby mezi všemi, kdo v Uničově prošli gymnaziálním studiem. Ve válečném roce 1915 abiturienti založili fond na výstavbu tělocvičny. Během první světové války počet studentů klesl na polovinu, takže ve škole v průměru studovalo okolo 110-120 žáků. Učitelský sbor tvořilo cca dvanáct kantorů a maturity se v těchto letech většinou skládaly předčasně, aby oktaváni mohli co nejdříve narukovat a posílit frontové útvary. Do války byli povoláni i někteří z profesorů, několik z nich se už do školy nevrátilo.
Po vyhlášení samostatného Československa se počet studentů dále výrazně snížil. Ministerstvo školství a národní osvěty proto rozhodlo, že od roku 1919 bude gymnázium postupně rušeno; obsazené ročníky měly dokončit studium, ale nové ročníky už nebyly otevírány. Pro obyvatelstvo města i blízkého okolí to představovalo velký problém, neboť zdejší mládež by musela za středoškolským studiem dojíždět do jiných měst. Městské zastupitelstvo společně s rodiči studentů a zástupci okolních vesnic prosadilo i přes nesouhlas ministerstva školství zřízení komunálního gymnázia, které postupně nahradilo zanikající gymnázium státní. Škola pod novým názvem existovala dál a od roku 1928 v ní byly opět skládány maturity. Provoz školy financovalo město a okolní obce, část nákladů hradili i studenti, kteří tak museli platit školné. Celé Uničovsko školu podporovalo: zámožnější rodiče dobrovolně platili vyšší školné, než bylo stanoveno, byl založen Spolek pro udržení německé střední školy v Uničově, chudým studentům pomáhal Studentský podpůrný spolek a několik nadací, soukromníci dokonce darovali potřebným studentům obědy.
Po obsazení Uničova wehrmachtem a začlenění města do Velkoněmecké říše v říjnu 1938 se gymnázium přeměnilo na Oberschule für Jungen, tj. vyšší školu pro chlapce. Uničovští maturanti (nyní však téměř výhradně Němci, neboť naprostá většina českého obyvatelstva byla po Mnichovu vyhnána) opět rukovali k frontovým útvarům a mnozí zahynuli na bojištích. Během války byl pověřen řízením školy profesor matematiky a deskriptivy Franz Siegel, jenž byl od roku 1944 též uničovským starostou. Z titulu své funkce byl nucen počátkem května 1945 vyjednávat s generálem Schörnerem o osudu města. Schörner ustupující před Rudou armádou chtěl Uničov opevnit a bránit proti útoku Sovětů, což by pro město mělo ničivé důsledky. Siegel tento požadavek odmítl, čímž velmi pravděpodobně zachránil město před totální devastací, a jednotky wehrmachtu ihned pokračovaly dál na západ. Starosta si však byl vědom, že přicházející Rusové s ním jakožto s Němcem nebudou mít zřejmě slitování, a po návratu z radnice proto nejprve zastřelil svoji manželku a pak se sám oběsil.
V září 1945 byla ve škole obnovena výuka pod vedením ředitele Josefa Pokorného; vyučovacím jazykem nyní samozřejmě byla čeština. Naprostá většina uničovských Němců byla z města v následujících měsících odsunuta. Reálné gymnázium v dosavadní podobě fungovalo jen do roku 1948. Po únorovém převratu byli žáci prvních tří ročníků převedeni na měšťanské školy a v následujících letech počet studentů natolik klesl, že škola byla roku 1952 zrušena. Právě v té době však začali do města hromadně přicházet noví obyvatelé, kteří zde našli zaměstnání v nově otevřeném strojírenském podniku. Brzy se proto objevila potřeba střední školu obnovit, k čemuž došlo již roku 1954, kdy byla otevřena Jedenáctiletá střední škola v Uničově. Jejím ředitelem se stal Rudolf Malina. V následujícím roce byla dokončena stavba nové moderní školní budovy na třídě Pionýrů a jedenáctiletka se sem v září 1955 přestěhovala.

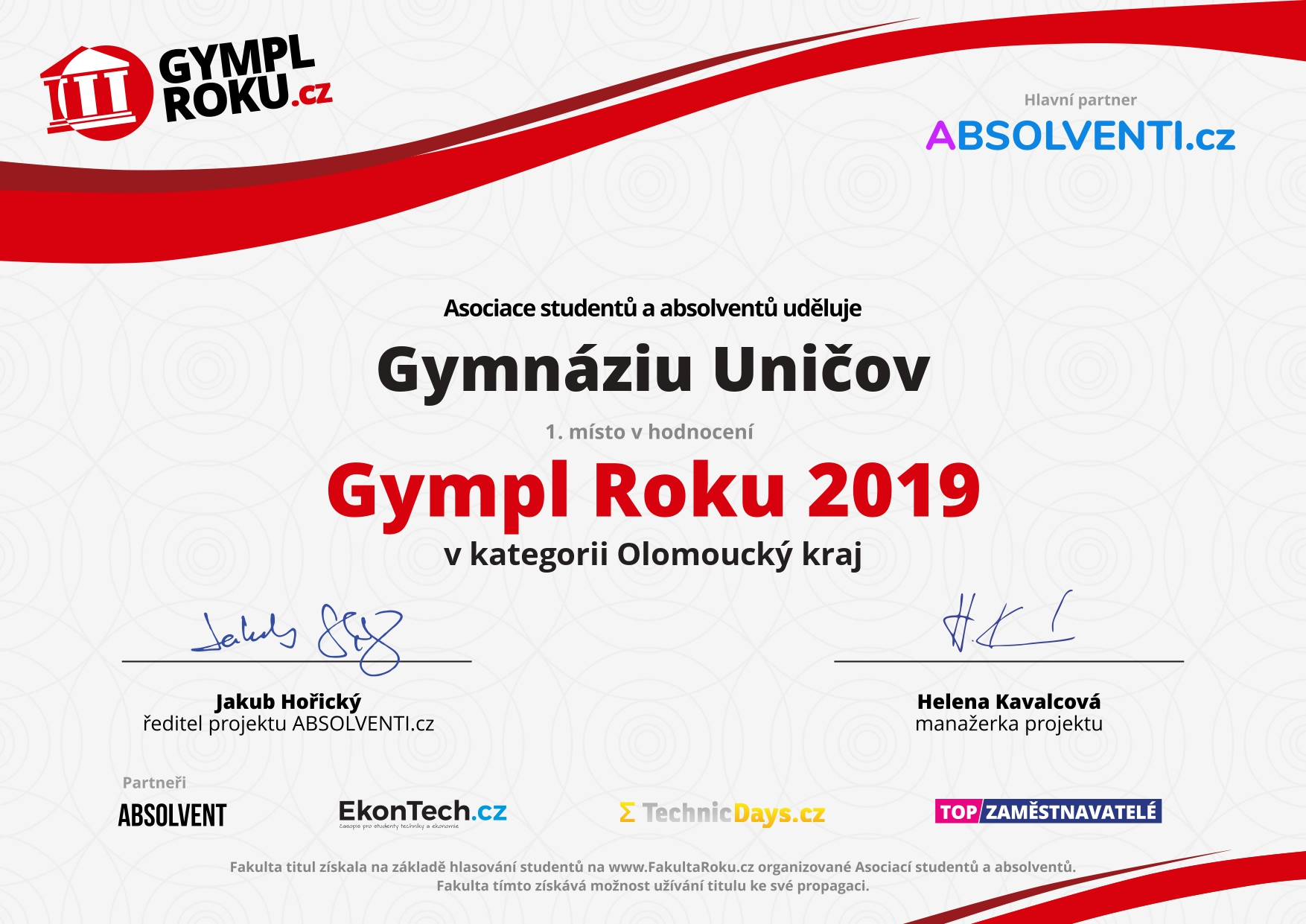
Certifikát - Gympl roku 2019

Od září 1960 získala škola nové vedení v osobě ředitele Dr. Jana Březiny, který zde již dříve působil jako učitel češtiny a filozofie. Za jeho působení potkala školu roku 1963 další školská reforma, v jejímž důsledku se nejvyšší tři ročníky oddělily jako Střední všeobecně vzdělávací škola a přesídlily do budovy prvorepublikové české měšťanské školy v Nemocniční ulici. Další změna přišla s rokem 1968, kdy se škola stala čtyřletým gymnáziem. Dr. Březina si svou erudicí i charakterem získával obdiv a sympatie mezi svými kolegy i studenty. Roku 1968 se aktivně zapojil do obrodného procesu, což po srpnové okupaci a nástupu normalizace znamenalo jeho suspendování a odchod na šternberské gymnázium, kde v 70. a 80. letech působil jako řadový učitel.
V letech normalizace vedl školu Jiří Drvota, pod jehož vedením si škola stále držela vysoký kredit. Jeho dvacetileté působení přineslo škole výraznou modernizaci a areál školy byl rozšířen o druhou, novou budovu. Roku 1990 se ředitelkou stala Mgr. Hana Šipulová. Polistopadové změny umožnily rozšířit gymnázium o sedmileté a později osmileté studium, které škola zajišťuje dosud. V této době školu navštěvovalo přibližně 450 studentů v šestnácti třídách, učily je čtyři desítky pedagogů (včetně několika externistů), chod školy zajišťovalo deset správních zaměstnanců. Jazykovou výuku zčásti zajišťovali zahraniční lektoři. V roce 1993 zahájil svou činnost pěvecký sbor, velkou popularitu si v 90. letech získal taneční soubor Styl. V téže době zde také začal fungovat smyčcový orchestr. Další zájmové aktivity představovaly kroužky volejbalu, tenisu, kulturistiky, basketbalu, zdravotního tělocviku a tenisu, kroužky programování, regionální historie, výtvarné výchovy a kroužky cizích jazyků. Ve školním roce 1995/96 dosáhl počet studentů školy svého maxima: v 16 třídách jich tehdy bylo 482; vyučovalo zde 39 pedagogů a dva externí učitelé.
Od 90. let začala škola intenzivně rozvíjet mezinárodní kontakty, zejména s Collège André Bauchant ve francouzském městě Château-Renault, s nímž se podařilo navázat spolupráci ve formě střídavých výměnných pobytů. Pevnou součástí studijního programu se staly také pravidelné jazykově zaměřené zájezdy do Velké Británie. Od konce 90. let se škola zapojuje do evropských vzdělávacích projektů, např. Socrates Comenius.
V roce 2000 byla ve škole vybudována studovna a ve spolupráci s městem Uničovem vyrostla o rok později v areálu školy moderní sportovní hala. V květnu 2002 studenti obnovili někdejší gymnaziální majálesovou tradici. Majáles se od té doby koná každoročně, vždy v první květnové dekádě. Králi či královnami se stávají pedagogové školy, regionální politici případně sami studenti. Dalšími školními akcemi se stal Festival studentských úspěchů či studentské vědecké konference s mezinárodní účastí.
Od roku 2008 vede školu ředitel Mgr. Roman Riedl. Mezi aktivity školy se nově zařadilo rozvíjení partnerské spolupráce s Pedagogickým lyceem „Tvorčestvo“ v ukrajinském Melitopolu, zahrnující výměnné pobyty studentů a pedagogů a spolupráci na společných projektech. Oboustranná spolupráce se uzavřela ve školním roce 2012/13. Mezinárodní kontakty rozvíjely i projekty Partnerství škol Comenius. Žáci nižšího stupně osmiletého gymnázia se zapojili do sítě mezinárodních projektů E-twinning. Hudební výchova a německý jazyk se propojily v projektu Hudba bez hranic, spočívajícím v periodických výměnných pobytech žáků Gymnázia Uničov a Gymnázia Alberta Schweitzera v jihoněmeckém Laichingenu.
Studenti školy opakovaně dosahují úspěchů ve Středoškolské odborné činnosti (SOČ), národní soutěžní přehlídce studentských odborných prací. Mezi úspěšnými byli např. Hana Peschková a Jana Zmeltyová (Mírovské peklo a jeho oběť, 2007, 2. místo v krajském kole), Petr Kunc a Martin Novák (ALBIREO – první český svobodný redakční systém, 2008, 2. místo v krajském kole), Tomáš Vojáček (Osudy židovských rodin na Úsovsku a Mohelnicku za holocaustu, 2010, 2. místo v krajském kole), Zuzana Kropáčová (Archimédova tělesa, 2011, 5. místo v celostátním kole) a Jan Vidlař (Návrhy managementu ochrany avifauny v přírodní památce Chomoutovské jezero, 2011, 5. místo v celostátním kole). Mimořádného úspěchu dosáhla v roce 2012 Dobromila Malíková, jejíž práce Sociální chování vlků arktických napsaná pod vedením profesorky Daniely Stonové získala v celostátním kole v oboru biologie 2. místo; práce byla mj. publikována v časopise Živa a studentka za ni byla oceněna také v rámci ankety Talent Olomouckého kraje. Další skvělý výsledek pro školu získali v roce 2018 s prací S částicovou kamerou nejen v letadle Jan Poštulka a Daniel Staník (práci vedl profesor Komsa), kteří v celostátním kole obsadili v oboru fyziky celkové 3. místo; oba studenti též získali druhé místo v soutěži České hlavičky.
Ve školním roce 2009/10 ve škole vznikl Studentský parlament Gymnázia Uničov. Cílem tohoto orgánu bylo vytvořit demokratickou platformu pro komunikaci mezi pedagogickým sborem a studenty a oživit všední život školy různými akcemi. Studentská participace napomáhala k vytváření otevřenějšího a demokratického klimatu školy. Parlament vydával časopis EROR, organizoval tzv. maškarní dny, sportovní a kulturní akce, na schodišti nové budovy zřídil školní galerii Dobrý den.
S rokem 2012 začaly i na uničovské gymnázium dopadat negativní demografické trendy. V návaznosti na pokles přirozeného přírůstku obyvatelstva začal klesat i počet studentů. Od září 2012 se škola zmenšila o jednu třídu a počet žáků se snížil na 314. Pokles pokračoval i v dalších letech až na 281 studentů na konci školního roku 2018/19. V následujícím školním roce se početní stav mírně zvýšil na 297 studentů.
Velkou stavební rekonstrukci prodělala škola od října 2013 do září 2014, bylo provedeno celkové zateplení budov, výměna oken a vchodových dveří, zateplení půdy a další související práce celkovým nákladem necelých 14 milionů korun. Další velké investice škola realizovala v roce 2017. Nákladem 3,5 milionu Kč byla vybudována moderní kotelna s úspornými kondenzačními kotli a dalších 5,7 milionu Kč bylo vynaloženo na pořízení vzduchotechniky, klimatizace, nového vytápění haly a také nového povrchu hlavní hrací plochy. 
Škola se zapojuje do množství nejrůznějších projektů: Modernizace výuky na gymnáziu prostřednictvím ICT, Roboti místo laboratoře - Experimenty k rozvoji fyzikálního myšlení, Labyrint, Věda je zábava, Badatel, FYKOSí Fyziklání, Zlatý list, Eurorebus, Pythagoriáda atd.  